# Țara Silvaniei (revistă)
Țara Silvaniei a fost o revistă editată în Zalău în 25 august 1940, câteva zile înainte de Dictatul de la Viena. 